# Vlag van Myanmar

Vlag van Myanmar (ratio 2:3)

Marinevlag van Myanmar (ratio 5:9)

Het huidige ontwerp van de nationale vlag van Myanmar werd in gebruik genomen op 21 oktober 2010. Het bestaat uit horizontale banen geel, groen en rood, met een grote witte ster in het midden. Geel staat voor eenheid, conformiteit, wijsheid, geluk en vriendschappelijke eenheid van alle nationale rassen. Groen symboliseert vruchtbaarheid, conformiteit, eerlijkheid en een vreedzame, aangename en groene natie zijn. Rood staat voor moed en daadkracht. Dezelfde kleuren werden gebruikt door een door de Japanners in 1943-1945 geïnstalleerde marionettenregering. De witte ster staat voor zuiverheid, eerlijkheid, vol mededogen en kracht.

## Historische vlaggen
Tot 2010 was een vlag in gebruik die werd ingevoerd op 3 januari 1974 na de stichting van de socialistische republiek Birma door Ne Win. Deze vlag is voor het grootste deel rood en bevat in de bovenhoek aan de hijszijde een blauw kanton. In dit vlak staat een rijstaar met daarachter een tandwiel. Deze symbolen zijn socialistisch en staan voor de industrie en de landbouw. De symbolen zijn omringd door veertien vijfbanige sterren die de bestuurlijke afdelingen van Myanmar vertegenwoordigen. De witte kleur staat voor zuiverheid, het blauw voor vrede en integriteit en het rood voor moed. De vlag leek op de vlag van de Republiek China (Taiwan).
Van 1948 tot 1974 was een soortgelijke vlag in gebruik, maar in plaats van het socialistische embleem bevatte deze vlag in de bovenhoek een grote vijfbanige ster, omringd door vijf kleinere vijfbanige sterren.

Historische vlaggen
? Gouden Hintar vlag van Birma (ca. 1300–1500)
? Vlag van de Alaungpaya-dynastie (1714-1760)
? Vlag van de Konbaung-dynastie (1752–1885)
? Vlag van Birma als onderdeel Brits-Indië (1824–1939)
? Vlag van Brits Birma (1939–1943 en 1945–1948)
? Vlag van de pro-Japanse regering in Birma, 1943-1945
? Vlag van de Birmese Unie 1948-1974
? Vlag van Birma/Myanmar 1974-2010 (ratio 6:11)